# پاپلار، لندن
latitudeپاپلار، لندنlongitudeپاپلار، لندن
پاپلار (به انگلیسی: Poplar) یک ناحیه در لندن است که در منطقه تاور هملتس لندن واقع شده‌است.

## افراد ساکن مشهور
- نیل بانفیلد
- توماس هارولد فلاورز
- آنجلا لنسبوری
- هری ردنپ